# Eutanyacra licitatoria
Eutanyacra licitatoria är en stekelart som först beskrevs av Wilhelm Ferdinand Erichson 1842.  Eutanyacra licitatoria ingår i släktet Eutanyacra och familjen brokparasitsteklar. Inga underarter finns listade i Catalogue of Life.